# Alphonse Thomann
Alphonse Thomann is een historisch Frans motorfietsmerk.
De bedrijfsnaam was: Moteurs et Motocycles A. Thomann, Peteaux et Courbevoie.
Bekend Frans merk, niet te verwarren met Thomann in Nanterre. Alphonse Thomann bouwde voornamelijk 98- en 173cc-tweetakten. De productie, die waarschijnlijk door de Eerste Wereldoorlog onderbroken moest worden, begon in 1908 en eindigde in 1923.